# 滑川市立東加積小学校
滑川市立東加積小学校（なめりかわしりつ ひがしかづみしょうがっこう）は富山県滑川市にある公立小学校。

## 沿革
個別に出典が提示されている箇所以外の出典→
- 1873年 - 西光寺に直亮小学校開校。
- 1874年 - 東金屋に克明小学校開校。
- 1892年 - 直亮小学校を大崎野小学校に、克明小学校を東金屋小学校にそれぞれ改称。
- 1898年 - 両校統合し東加積小学校創立。
- 1902年 - 箕輪分教場設立。
- 1913年12月[3]から1914年の間 - 大崎野208-1に新築。
- 1926年 - 東加積尋常高等小学校。
- 1941年 - 東加積国民学校に改称。
- 1947年 - 東加積村立東加積小学校に改称。
- 1948年 - PTA創立。
- 1953年 - 滑川町立東加積小学校に改称、校歌制定。
- 1954年 - 滑川市市制に伴い、現校名に改称。
- 1955年8月12日 - 木造2階建1棟339坪、鉄筋コンクリート造昇降口1棟15坪、便所木造1棟21坪の校舎が完成し、祝賀式を挙行[4]。
- 1985年6月 - 新校舎が2ヶ年継続事業として着工[5]。
- 1986年
  - 夏休み期間 - 校舎完成に先立ち25m6コースのプールが竣工。一般開放される[5]。
  - 9月6日[6] - 大崎野45（旧校舎から南へ400m地点、富山湾と立山連峰を一望出来る大崎野の高台）に新校舎、新体育館、運動場完成。竣工式、新築記念式典、記念事業挙行（なお、新校舎での授業は2学期より開始している）[5]。
- 1989年 - 富山県愛鳥モデル校に指定。
- 2002年 - 東加積小学校区全域が滑川市立早月中学校区となり、卒業生全員が早月中学校に入学。
- 2011年 - 特別支援学級「あおぞら級」開級。

## 校舎概要
敷地面積18,000m2の場所に鉄筋3階建て延床面積2,256m2の校舎、鉄筋2階建て延床面積868m2の計3,124m2が建設されている。校舎内部は普通、特別各6教室あり、体育館はステージ、更衣室付きでランチルームを備えている。校舎のシンボルの壁画は、京都市立芸術大学講師（完成当時）の橋本文良（滑川市田中新町出身）の原画に基づく知・徳・体を表した陶板の壁画である。また、廊下を広くとりカラフルな絨毯を敷いたワークスペースは、ゆとりある学習を考えた教室の一部としての機能も果たしている。

## 通学区域
大崎野、下大浦、上大浦、道寺、野尻、大日、室山、千鳥、中野、下野、東福寺開、開、改養寺、東金屋、森野新、蓑輪

## 進学先
- 滑川市立早月中学校

## 周辺
- 富山県道137号堀江魚津線